# Спадкоємці (роман)
«Спадкоємці» (англ. The Inheritors) — твір доісторичної фантастики та другий роман британського письменника Вільяма Ґолдінґа, найбільш відомого своїм першим романом «Володар мух» (1954). Йдеться про вимирання одного з останніх залишилися племен неандертальців від рук більш досвідченої людини розумної. Він був опублікований Faber and Faber у 1955 році.

## Фон
Як і «Володар мух», «Спадкоємці» почали своє життя в «Шкільному зошиті єпископа Вордсворта». Цей рукописний рукопис і машинопис, який вийшов за ним, зараз зберігаються в архіві спеціальних колекцій Університету Ексетера, де їх можна використовувати для подальших досліджень і вивчення.
Ґолдінґ розпочав роботу над «Спадкоємцями» восени 1954 року, лише через кілька тижнів після публікації «Володаря мух»; Ґолдінґ був стурбований тим, що він не зможе написати ще один роман. Тому, коли його запитали, якою буде його наступна публікація, він надіслав «довгий тривожний лист у відповідь» своєму редактору Чарльзу Монтейту. За рік до цього він почав писати роман під назвою «У пошуках мого батька», в якому досліджував стосунки батька й сина через міфічного персонажа Телегона (сина Одіссея); Монтейт попросив розділ, машинопис якого демонструє «деяку з найвражаючішої прози Ґолдінґа». Монтейт був «надзвичайно зацікавлений», але після схвальних рецензій на «Володаря мух» він залишився незавершеним через переконання Ґолдінґа, що він вийде як дешева імітація інших історичних епосів.
Ґолдінґ закінчив свою першу чернетку «Спадкоємців» 11 листопада 1954 року, хоча він вважав свій власний почерк нерозбірливим і працював над романом протягом Різдва, переробляючи, переробляючи та друкуючи рукопис, щоб надати Монтейту. У лютому наступного року Монтейт отримав виправлений машинопис разом із листом від Ґолдінґа з безліччю застережень, які виявляли його хвилювання щодо роману, який буде слідувати за «Володарем мух». Ґолдінґ також хотів швидше закінчити книгу; після того, як він переїхав до вікторіанського священика через дорогу, його підвищена орендна плата зробила його «відтак важким». Але Ґолдінґ не мав причин хвилюватися, і, по суті, незабаром виявив, що книга буде завершена швидше, ніж він передбачав раніше; після кількох перевірок Монтейт переконався, що книга придатна для публікації. Потрібне було невелике редагування, і, хоча він спочатку не був упевнений, що печерні люди є темою роману, Монтейт знав, що книга була шедевром, який був «ідеальним у своєму вигляді».

## Введення сюжету
Цей роман є творчою реконструкцією життя групи неандертальців, що складається зі старого чоловіка (Мал), безіменної старої жінки, чотирьох дорослих (Га, Ніл, Лок і Фа), маленької дівчинки (Ліку) і немовляти, яке просто називають «Нове». Оповідання написане так, що читач може сприйняти цю групу за сучасних Homo sapiens, оскільки вони просто жестикулюють і розмовляють між собою, а також ховають своїх померлих із зворушливими, урочистими ритуалами. Вони також мають потужні чуттєві враження і почуття, і, здається, іноді обмінюються думками майже телепатично. З розвитком подій роману стає все більш очевидним, що вони живуть дуже просто, використовуючи свої значні розумові здібності, щоб спілкуватися один з одним, не маючи великого словникового запасу або тих видів пам'яті, які створюють культуру. Вони мають широкі знання про джерела їжі, переважно коріння та овочі. Вони переслідують гієн, які вбивають більших звірів, і їдять їхнє м'ясо, але самі не вбивають ссавців. Їх духовна система заснована на жіночому принципі продовження роду, але їх життя настільки протікає в теперішньому часі, що читач розуміє, що вони дуже відрізняються від нас, живучи в чомусь на кшталт вічного теперішнього, або, щонайбільше, в теперішньому, розірваному і сформованому порами року.
Один із членів групи, Лок, є персонажем точки зору. Саме разом з ним ми спостерігаємо, як один за одним помирають або гинуть дорослі члени групи, а потім молодь викрадають «нові люди», група ранньомодерних людей. Лок і Фа, дорослі, що залишилися в живих, зачаровані і відштовхувані новими людьми. Вони з подивом спостерігають за їхніми діями та ритуалами, лише поступово розуміючи, що палиці нових людей мають на меті заподіяти шкоду.
Люди зображуються як дивні, богоподібні істоти, оскільки неандертальці свідчать про їх майстерне володіння вогнем, зброєю верхнього палеоліту та плаванням.
Усі розділи роману, крім останніх, написані з суворої, простої стилістичної точки зору неандертальців. Їхні спостереження за ранньою людською поведінкою служать фільтром для вправ Ґолдінґа в палеоантропології, в яких сучасні читачі розпізнають попередників пізніших людських суспільних конструктів, наприклад, релігії, культури, жертвоприношень і війни.
Передостанній розділ використовує всезнаючу точку зору, спостерігаючи за Локом. Вперше в романі описано людей, в яких живе читач, від першої особи. Лок, абсолютно самотній, у відчаї опускає руки.

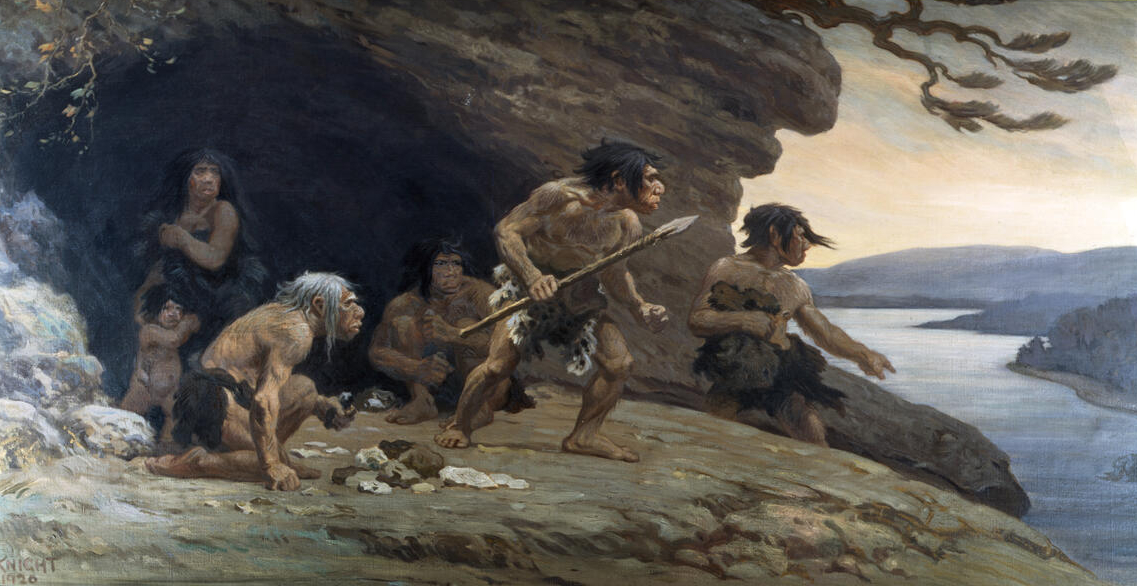
Реставрація неандертальців Ле Мустьє
(Чарльз Р. Найт, 1920)

В останньому розділі ми переходимо до точки зору нової раси, більш-менш сучасних людей, які тікають на своїх човнах, показуючи, що вони страшенно бояться неандертальців (яких вони вважають лісовими дияволами) і майже всього, що їх оточує. Цей останній розділ, єдиний, написаний з точки зору людини, підсилює успадкування світу новим видом.
Люди-втікачі везуть із собою немовля неандертальців, якого вони одночасно бояться і люблять, що натякає на пізнішу гіпотезу схрещування неандертальців і сучасних людей.

## Рецензії
«Спадкоємці» були опубліковані 16 вересня 1955 року, коли літературна репутація Ґолдінґа ще тільки зароджувалася. Проте, хоч їх було небагато, рецензії на книгу були здебільшого позитивними: два критики — Філіп Дей із The Sunday Times і Пітер Ґрін (який пізніше був другом Ґолдінґа) з The Daily Telegraph — описали роман як tour de force, у той час як через два тижні після її першої публікації разом із такими ж позитивними відгуками з безлічі газет і літературних журналів Ізабель Квіґлі в The Spectator назвала її «багатоплановою та дивовижною книгою». Відомі ще дві негативні рецензії: одна від провідного члена Комуністичної партії Великої Британії Маргот Гайнеманн, яка вважала книгу важкою для розуміння та не схвалювала її нібито негативне зображення вознесіння людини; і один із The Times, який віддав би перевагу, якби неандертальці були предметом історичних книг, а не художньої літератури.
До 3 жовтня роман розійшовся накладом 1800 примірників і до 28 жовтня — 3000. Показники продажів попередньої книги Ґолдінґа в Америці вплинули на думку американських видавців щодо роману, які хвилювалися, що такий роман, як «Спадкоємці», отримає лише «вдячність із слонової кістки», і, отже, тоді вирішили його не публікувати.

У нещодавньому огляді 2021 року Бен Окрі в Irish Times захоплюється винаходом мови, яку він використовує:
Одним з найбільших досягнень роману є мова, якою він написаний. Це особлива якість письма. Ґолдінґ не лише вигадує світ, але й інвестує його з високим ступенем мовної інтенсивності. Мова дечим завдячує визвольним досягненням Джойса, Вірджинії Вулф та потоку свідомості. Але це досягнення цілком належить Ґолдінґу.
Книга, зокрема останній розділ, стала джерелом натхнення для пісні 1976 року «A Trick of the Tail» британського рок-гурту Genesis.

## Загальні джерела
- Carey, Professor John (2009). William Golding: The Man Who Wrote Lord of the Flies. London: Faber and Faber Limited. ISBN 978-0-571-23163-8.